# Аденозин-трифосфат
Аденозин трифосфат (лат. Adenosinum triphosphatum (ATP — АТП)) је нуклеотид познат у биохемији као „молекулска валута“ за унутарћелијски трансфер енергије; то јест, АТП је у стању да ускладишти и транспортује енергију унутар ћелија. АТП такође игра важну улогу у синтези нуклеинских киселина. Молекули АТП-а се такође користе за складиштење корисне енергије коју биљке конвертују у ћелијској респирацији.

## Хемијска својства
Хемијски, АТП се састоји од аденозина и три фосфатне групе (трифосфат). Његова емпиријска формула је , а рационална формула , са молекулском масом од 507.184 u. 
Фосфорилне групе почевши од оне на АМП се називају алфа (α), бета (ß), и гама (γ) фосфати. Биохемијска имена за АТП су 9-ß-D-рибофуранозиладенин-5'-трифосфат, и еквивалентно, 9-ß-D-рибофуранозил-6-амино-пурин-5'-трифосфат.

## Синтеза
АТП може бити произведен у разним ћелијским процесима, али најчешће у митохондријама оксидативном фосфорилацијом под каталитичким утицајем АТП синтазе или у случају биљака у хлоропластима, фотосинтезом.
Главно гориво за синтезу АТП-а су глукоза и масне киселине. Прво се глукоза раздвоји у пируват и цитозол. Два молекула АТП-а се генеришу из сваког молекула глукозе. Завршне етапе у синтези АТП-а се изводе у митохондрији, и могу да генеришу до 36 АТП.

## АТП у људском телу
Укупна количина АТП-а у људском телу износи око 0,1 мола. Енергија коју користе људске ћелије захтева хидролизу 200 до 300 молова АТП-а дневно. Ово значи да се сваки молекул АТП-а рециклира 2000 до 3000 пута сваког дана. АТП не може бити ускладиштен, па стога његова потрошња мора да следи убрзо након синтезе.

## Остали трифосфати
Живе ћелије имају и друге „високоенергетске“ нуклеозид трифосфате, попут гуанозин трифосфата. Између њих и АТП-а, енергија лако може да се преноси реакцијама као што су оне које катализује нуклеозид дифосфокиназа: енергија се ослобађа када се изведе хидролиза фосфат-фосфат веза. Ова енергија могу користити разни ензими, моторни протеини, и транспортни протеини за извршавање рада у ћелији. Процесом хидролизе ослобађају се неоргански фосфат и аденозин дифосфат, који може бити даље разложен у још један фосфатни јон и аденозин монофосфат. АТП може бити разложен у аденозин монофосфат и директно, уз стварање пирофосфата. Ова задња реакција има предност у томе што је ефективно неповратан процес у воденом раствору.

### Реакција АДП са ГТП
АДП + ГТП ↔ АТП + ГДП
Постоји идеја да се користи АТП као енергетски извор у нанотехнологији и имплантима. Вештачки пејсмејкери би могли да постану независни од батерија.